# مدینا (خواننده)
مدینا دنیله اونا والبک (به انگلیسی: Medina Danielle Oona Valbak) (زاده ۳۰ نوامبر ۱۹۸۲) ترانه‌سرا و خواننده پاپ، دنس، ریتم و بلوز دانمارکی است. وی با تک‌آهنگ «تنها برای من» به شهرت جهانی دست یافت.

## آلبوم‌ها به زبان انگلیسی
- Welcome to Medina ۲۰۱۰
- Forever ۲۰۱۲